# Naksos
Naksos (gr. Νάξος, też: Náxia lub Áxia) – wyspa na Morzu Egejskim, największa wyspa archipelagu Cyklady, o powierzchni 448 km². W 2001 roku miała 12 089 mieszkańców, choć ich liczba zmienia się silnie w zależności od pory roku. Wschodnie wybrzeże Náxos jest strome, zachodnie płaskie. W kierunku pn. – pd. przebiega przez nią granitowy łańcuch górski (z najwyższym szczytem Oxia 1001 m). Klimat i roślinność śródziemnomorskie. Słynna ze złóż marmuru, eksploatowanych już w III tysiącleciu p.n.e. (kamienne figurki bóstw – idole). Osadnictwo protocykladzkie i mykeńskie. Wyspa była zamieszkana przez neandertalczyków i wcześniejsze hominidy co najmniej 200 tys. lat temu.
Leży w administracji zdecentralizowanej Wyspy Egejskie, w regionie Wyspy Egejskie Południowe, w jednostce regionalnej Naksos, w gminie Naksos i Mikres Kiklades.
Ludność zajmuje się głównie uprawą (zboża, winna latorośl, cytrusy, oliwki), hodowlą (owce, kozy), rybołówstwem oraz obsługą ruchu turystycznego. Główne miejscowości: Naxos, Koronis. Naksos stanowi część greckiego okręgu administracyjnego Cyklady. Zabytki: resztki osady protocykladzkiej i późnominojskiej. Obwarowania weneckie z XIII w. Katedra i kościół św. Antoniego. W okolicach Sangri archaiczna świątynia Demeter i Kory (zamieniona w VI wieku na bazylikę chrześcijańską).
Główną miejscowością (tzw. chora, gr. χώρα) na wyspie jest miasteczko portowe Naksos, które mimo swej wielkości jest siedzibą rzymskokatolickiego arcybiskupstwa Naksos-Andros-Tinos-Mykonos i grecko-ortodoksyjnego biskupstwa Paros i Naksos.
Wyspa zasiedlona przez Karów, Kreteńczyków i Jonów z Attyki. Centrum kultu Dionizosa i uprawy wina. W 499 roku p.n.e. nastąpiło oblężenie Naksos przez Persów, które zostało odparte. Wyspa została zdobyta i spustoszona przez Persów (490 p.n.e.); po wyparciu Persów, członek Ateńskiego Związku Morskiego. Od końca I wieku p.n.e. pod rządami Rzymu. Od roku 1207 centrum weneckiego księstwa Naksos. W 1566 zdobyta przez Turków. Od 1830 roku w granicach Grecji.
Według mitologii greckiej to właśnie na Naksos Tezeusz porzucił Ariadnę; motyw ten w sztuce został wykorzystany m.in. w operach Ariadna na Naksos Porpory i Ariadna na Naksos Richarda Straussa.
W powszechnej świadomości Greków, symbolem wyspy jest portara (dosł.: bramisko). Powstała w miejscu, w którym Tezeusz porzucić miał Ariadnę, na przełomie VII i VI wieku p.n.e., jako część świątyni boga Apollina. Budowanej z woli tyrana Ligdamisa, niedokończonej po odsunięciu go od władzy. Pozostałe elementy tej świątyni Wenecjanie wykorzystali jako budulec miejscowego zamku.